# Animetal Marathon VI
Animetal Marathon VI ~The Sentimetal~ (アニメタル・マラソンⅥ～THE SENTIMETAL～ Animetaru Marason Shikkusu ~Za Senchimetaru~?) Es el sexto álbum de larga duración de la banda japonesa de heavy metal,  Animetal. Este álbum se centra en los temas de cierre de la serie Super Robot, así como de otras series. Algunas canciones fueron grabadas previamente como EP marathon Sentimetal.
La portada del álbum de Ken Ishikawa representa el trío de banda como robots de Getter Robo.

## Listado de canciones
1. Absolute In Chaos
2. "Gattai! Getter Robo" (合体！ゲッターロボ Gattai! Gettā Robo?)
3. "Immortal Machine Getter Robo" (不滅のマシン ゲッターロボ Fumetso no Mashin Gettā Robo?,  Getter Robo G (ゲッターロボG Gettā Robo Jī?))
4. "Our Mazinger Z" (ぼくらのマジンガーZ Bokura no Majingā Zetto?)
5. "The Hero is Mazinger" (勇者はマジンガー Yūsha wa Majingā?,  Great Mazinger (グレートマジンガー Gurēto Majingā?))
6. "Monarch of Space Grendizer" (宇宙の王者グレンダイザー Uchū no Ōja Gurendaizā?)
7. "Theme of Hiroshi" (ひろしのテーマ Hiroshi no Tēma?,  Steel Jeeg (鋼鉄ジーグ Kōtetsu Jīgu?))
8. "Push Down! Garacter" (倒せ！ギャラクター Taose! Gyarakutā?,  Science Ninja Team Gatchaman (科学忍者隊ガッチャマン Kagaku Ninja Tai Gatchaman?))
9. "I am the Neo-Human" (おれは新造人間 Ore wa Shinzō Ningen?,  Casshern (新造人間キャシャーン Shinzō Ningen Kyashān?))
10. "Song of the Spaceknights" (スペースナイツの歌 Supēsunaitsu no Uta?,  Tekkaman: The Space Knight (宇宙の騎士テッカマン Uchū no Kishi Tekkaman?))
11. "Oh! Reversal King" (嗚呼！逆転王 Aa! Gyakuten'ō?,  Reversal Ippatsuman (逆転イッパツマン Gyakuten Ippatsuman?))
12. "Forever Blue" (永遠ブルー Eien Burū?,  Saint Seiya (聖闘士星矢 Seinto Seiya?))
13. "Yuria… Eternally" (ユリア…永遠に Yuria… Towa ni?,  Fist of the North Star (北斗の拳 Hokuto no Ken?))
14. "Theme of Tooru Rikiishi" (力石 徹のテーマ Rikiishi Tooru no Tēma?,  Tomorrow's Joe (あしたのジョー Ashita no Jō?))
15. "Ending Song of Joe" (ジョーの子守唄 Jō no Komori Uta?,  Tomorrow's Joe)
16. "Ballad About Children" (みなし児のバラード Minashi Ji no Barādo?,  Tiger Mask (タイガーマスク Taigā Masuku?))
17. "The Karate Path is the Man's Path" (空手道おとこ道 Karate Dō Otoko Dō?,  Karate Fool Ichidai (空手バカ一代 Karate Baka Ichidai?))
18. "Go! Banbaban" (行け！バンババン Ike! Banbaban?,  Samurai Giants (侍ジャイアンツ Samurai Jaiantsu?))
19. "Well, Youth is Forever" (ああ 青春よ いつまでも Aa Seishun yo Itsudemo?,  Dokaben (ドカベン?))
20. "Memory is Full" (想い出がいっぱい Omoide ga Ippai?,  Miyuki (みゆき?))
21. "Looking for a Smile" (笑顔を探して Egao o Sagashite?,  Yawara! A Fashionable Judo Girl (YAWARA！?))
22. "Ballad of Adventurers" (冒険者たちのバラード Bōkenshatachi no Barādo?,  Ganba's Adventure (ガンバの冒険 Ganba no Bōken?))
23. "Story of the Kamchatka Peninsula Rias Ceremony" (カムチャッカ半島リアス式物語 Kamuchakka Hantō Riasu Shiki Monogatari?,  Litmus Paper Fencer Masaki Acidity: Also Lies (リトマス紙剣士マサキ酸性：またウソ Ritomasu Shi Kenshi Masaki Sansei: Mata Uso?))
  - Esto no es un cover de un tema existente, pero si un solo de bajo realizado por Masaki
24. "Lupin III: Theme of Love" (ルパン三世 愛のテーマ Rupan Sansei Ai no Tēma?)
25. "Flame of the Empty Ones" (炎のたからもの Honō no Takara Mono?,  Lupin III: The Castle of Cagliostro (ルパン三世劇場版「カリオストロの城」 Rupan Sansei Gekijōban "Kariosutoro no Shiro"?))
26. "Placing You" (君をのせて Kimi o Nosete?,  El castillo en el cielo (天空の城ラピュタ Tenkū no Shiro Rapyuta?))
27. "Flying (NEVER END)" (飛翔（NEVER END） Hishō (Nebā Endo)?,  Fuji Films' Crusher Joe (富士映画「クラッシャージョー」 Fuji Eiga "Kurasshā Jō"?))
28. "Pyramid of Love" (愛の金字塔 Ai no Kinjitō?,  Six God Combination Godmars (六神合体ゴッドマーズ Rokushin Gattai Goddomāzu?))
29. "Superpowered Boys of Justice" (正義の超能力少年 Seigi no Chōnōryoku Shōnen?,  Babel II (バビル2世 Babiru Nisei?))
30. "Love's Heroes" (愛の勇者たち Ai no Yūshatachi?,  The Ultraman (ザ・ウルトラマン Za Urutoraman?))
31. "Drying Ground" (乾いた大地 Kawaita Daichi?,  Combat Mecha Xabungle (戦闘メカ ザブングル Sentō Meka Zabunguru?))
32. "UFO Boys Group" (UFO少年団 Yūfō Shōnen-dan?,  UFO Warrior Dai Apolon (UFO戦士 ダイアポロン Yūfō Senshi Daiaporon?))
33. "I am Akira" (おれは洸だ Ore wa Akira da?,  Brave Raideen (勇者ライディーン Yūsha Raidīn?))
34. "Gaiking of the Starry Sky" (星空のガイキング Hoshizora no Gaikingu?)
35. "The Name is Takuma Space Pilot" (その名もタクマ宇宙パイロット Sono Na mo Takuma Uchū Pairotto?,  Planetary Robo Dangard Ace (惑星ロボ ダンガードA Wakusei Robo Dangādo Ēsu?))
36. "THE GALAXY EXPRESS 999" (Toei Films' Galaxy Express 999 (東映映画「銀河鉄道999」 Toei Eiga "Ginga Tetsudō Surī Nain"?))
  - Originalmente realizado por GODIEGO
37. "Arcadia of My Youth" (わが青春のアルカディア Waga Seishun no Arukadia?,  Tokyu Agency & Toei Films' Arcadia of My Youth (東急エージェンシー・東映映画 「わが青春のアルカディア」 Tōkyū Ējenshī・Tōei Eiga "Waga Seishun no Arukadia"?))
38. "Crimson Scarf" (真赤なスカーフ Makka na Sukāfu?,  Space Battleship Yamato (宇宙戦艦ヤマト Uchū Senkan Yamato?))
39. "Star Children" (スターチルドレン Sutāchirudoren?,  Sochiko Films' Mobile Suit Gundam (松竹映画「機動戦士ガンダム」 Shōchiku Eiga "Kidō Senshi Gandamu"?))
40. "Soldiers of Sorrow" (哀 戦士 Ai Senshi?,  Sochiko Films' Mobile Suit Gundam II: Soldiers of Sorrow (松竹映画「機動戦士ガンダムII 哀 戦士」 Shōchiku Eiga "Kidō Senshi Gundamu: Ai Senshi"?))
41. "Encounters" (めぐりあい Meguri Ai?,  Sochiko Films' Mobile Suit Gundam III: Encounters in Space (松竹映画「機動戦士ガンダムIII めぐりあい宇宙（そら）」 Sōchiko Eiga "Kidō Senshi Gandamu: Meguri Ai Sora"?))
42. "Theory Of Madness"

## Créditos
- Eizo Sakamoto (さかもと えいぞう Sakamoto Eizō?) - Voz
- Syu - Guitarra
- Masaki - Bajo

con
- Katsuji - Batería